# Aliénor Rougeot
Pour les articles homonymes, voir Rougeot.
Aliénor Rougeot (née en 1999 à Aix-en-Provence) est une militante franco-canadienne pour la justice climatique,,. Rougeot a acquis une renommée nationale au Canada en tant qu'organisatrice de la grève du climat. Elle est une dirigeante des grèves étudiantes pour le climat de Toronto, un mouvement qui demande aux élèves de manquer l'école le vendredi pour sensibiliser au changement climatique. En 2019, elle a dirigé la grève scolaire Fridays for Future pour le climat à Toronto, qui a attiré plus de 50 000 personnes.

## Activisme
Aliénor Rougeot a commencé comme militante locale à un très jeune âge, sensibilisant à la perte de la biodiversité au sein de sa communauté. Elle a également été impliquée dans sa section locale d'Amnesty International où elle a mené des campagnes pour sensibiliser à la crise des réfugiés et pour exiger justice pour les migrants et les réfugiés en Europe.

### Activisme pour la justice climatique
Aliénor Rougeot a co-organisé la grève des jeunes pour le climat et a dirigé un «enseignement» de masse du Canada lors de la grève de masse pour le climat de Toronto dans le cadre de la Semaine mondiale pour l'avenir (en) en septembre 2019, un événement qui a attiré des milliers de personnes sur le terrain du Queen's Park,,,.

## Formation
Aliénor Rougeot est spécialisée en économie et politique publique à l'Université de Toronto, au Canada,.

## Prix et distinctions
Rougeot a été nommée l'un des 50 Torontois les plus influents par le Toronto Life magazine (en) en 2019. Elle a également été nommée par Corporate Knights (en) l'une des 30 leaders de la durabilité de moins de 30 ans en 2019.